# Eberhard Pausch

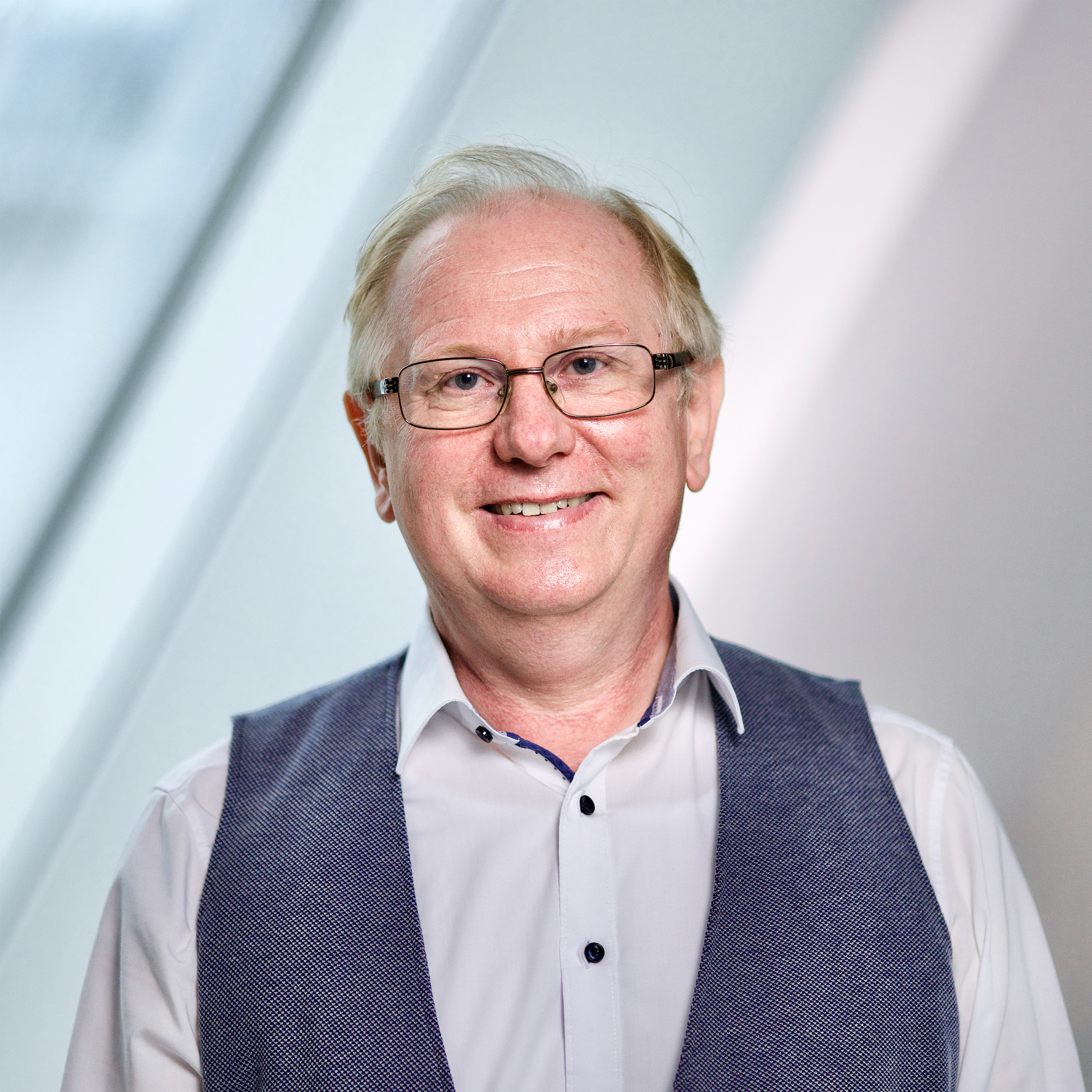
Eberhard Pausch (2021)

Eberhard Martin Pausch (* 5. Januar 1961 in Frankfurt am Main) ist ein deutscher evangelischer Theologe und Pfarrer.

## Leben
Eberhard Pausch wuchs bei seiner Großmutter und Urgroßmutter in Frankfurt-Rödelheim auf. Mütterlicherseits ist er ein Verwandter des Chemikers Fritz Raschig. Sein Abitur legte er im Juni 1980 an der Liebigschule (Westhausen) mit der Durchschnittsnote 1,1 ab. Angeregt von der engagierten Arbeit seiner Rödelheimer Gemeindepfarrerin Elke Klee, der Frau des investigativen Journalisten Ernst Klee, studierte er Evangelische Theologie in Frankfurt am Main und Marburg. Nach einem Lehrvikariat in Steinbach schrieb er als Stipendiat des Evangelischen Studienwerks Villigst bei Wilfried Härle eine Dissertation über wahrheitskonzeptionale und wahrheitstheoretische Fragen. Er promovierte summa cum laude 1993 an der Philipps-Universität Marburg.
Von 1992 bis 2000 war er Gemeindepfarrer der Evangelischen Kreuzgemeinde in Frankfurt-Preungesheim. Im März 2000 wurde er Oberkirchenrat im Kirchenamt der Evangelischen Kirche in Deutschland (EKD), wo er sich als Geschäftsführer der Kammer für Öffentliche Verantwortung der EKD unter anderem um Fragen der Friedensethik und Friedenspolitik kümmerte. Er ist Mitverfasser der 2007 veröffentlichten EKD-Friedensdenkschrift und war an der Entstehung weiterer Denkschriften und Texte der EKD beteiligt. Zudem war er mit Themen der kirchlichen Zeitgeschichte befasst sowie für Erwachsenen- und Familienbildung und die Arbeit mit Kindern (Elementarbildung) zuständig. Der ehemalige Militärbischof Sigurd Rink zählt ihn neben Wolfgang Huber und Wilfried Härle zu den „Wegbereitern der heutigen, zeitgemäßen Friedensethik“.
Von August 2012 bis 2014 war Pausch als Oberkirchenrat in der Kirchenverwaltung der Evangelischen Kirche in Hessen und Nassau (EKHN) tätig. Vom Januar 2015 bis zum Oktober 2016 leitete er das Projektbüro zur Reformationsdekade der EKHN. Vom November 2016 bis zum Februar 2024 war er Studienleiter für Religion und Politik an der Evangelischen Akademie Frankfurt. Seit März 2024 arbeitet er als Leiter des Grundsatzreferats im Hessischen Ministerium für Arbeit, Integration, Jugend und Soziales.
Pausch ist Mitglied der SPD und leitet seit 2019 mit der damaligen Vizepräsidentin des Hessischen Landtages und heutigen Staatsministerin Heike Hofmann, seit 2024 zusammen mit der Landtagsabgeordneten Nina Heidt-Sommer den Kirchenpolitischen Beirat der SPD Hessen. Zudem ist er seit 2015 ehrenamtlicher Vorsitzender des Sozialverbands VdK in Frankfurt-Rödelheim. Seit 2022 ist er Vorstandsmitglied im Bund für Freies Christentum.
Eberhard Pausch ist Verfasser zahlreicher theologischer Bücher, Aufsätze und Lexikonartikel. 2009 erhielt er die bronzene Taube des Predigtpreises.

## Persönliches
Pausch ist seit 1989 verheiratet und Vater zweier Söhne.

## Veröffentlichungen
- Wahrheit zwischen Erschlossenheit und Verantwortung. Die Rezeption und Transformation der Wahrheitskonzeption Martin Heideggers in der Theologie Rudolf Bultmanns (= Theologische Bibliothek Töpelmann). Nr. 64. De Gruyter, Berlin/New York 1995, ISBN 978-3-11-014230-3.
- Verantwortliche Kirche. Theologische Aufsätze, Predigthilfen und Predigten. Fromm Verlag, Saarbrücken 2011, ISBN 978-3-8416-0141-4.
- (als Hrsg. mit Klaus-Dieter Grunwald und Ulrich Oelschläger): Zeugnis zwischen Kreuz und Hakenkreuz. Beiträge zu Geschichte und Wirkung der Barmer Theologischen Erklärung. Verlag der Hessischen Kirchengeschichtlichen Vereinigung, Darmstadt 2016, ISBN 978-3-931849-47-4.
- Ceterum censeo. Denkanstöße für Theologie und Kirche. LIT Verlag, Berlin/Münster 2018, ISBN 978-3-643-14162-0.
- Jesus, Hauptdarsteller Gottes? Inszenierung als Schlüssel für einen vernunftgemäßen Glauben. Peter Lang, Berlin 2019, ISBN 978-3-631-79094-6.
- Elise Raschig. Porträt einer engagierten Rödelheimer Bürgerin. Frankfurt am Main 2020.[15]
- (als Hrsg.): Kontinent der Zukunft. Friede für Afrika, nachhaltig und gerecht. Transcript Verlag, Bielefeld 2021, ISBN 978-3-8376-5719-7.
- Offen, links und frei. Bausteine für einen Protestantismus der Zukunft. LIT Verlag, Berlin/Münster 2022, ISBN 978-3-643-15089-9.
- (als Hrsg. mit Sarah Jäger): Kampf der Kulturen und gerechter Frieden. Samuel P. Huntingtons These zwischen Identitätspolitik und Friedensethik. Evangelische Verlagsanstalt, Leipzig 2022, ISBN 978-3-374-07217-0.
- Raubtierzeiten. Auf der Suche nach dem gerechten Frieden. Evangelische Akademie Frankfurt, 2023, ISBN 978-3-00-075781-5.
- Ferner Nachbar Gott. Liberale Zugänge zum Gebet. Evangelische Verlagsanstalt, Leipzig 2024, ISBN 978-3-374-07575-1.